# Stephen Stanton
Stephen Stanton (* 22. August 1961 in Augsburg, Deutschland) ist ein US-amerikanischer Synchronsprecher.

## Leben
Stephen Stanton kam in Augsburg als Sohn eines US-Amerikaners und einer Deutschen zur Welt. Noch als Kleinkind kam er mit seiner Familie nach Florida. In den 1980er Jahren ging Stanton nach Kalifornien und wurde in der Filmproduktion bei den Spezialeffekten aktiv. Er war als Digital-Camera-Operator bei Richard Edlund und als Digital-Scanner-Operator bei Phil Tippett tätig. Ab den 2000er Jahren wurde die Synchronisation für Film, Fernsehen und Computerspiele seine Hauptbeschäftigung, darunter diverse Produktionen des Star-Wars-Franchise.

## Synchronrollen (Auswahl)

### Filme
- 2007: Garfield – Fett im Leben als Randy Rabbit
- 2016: Rogue One: A Star Wars Story als Admiral Raddus
- 2022: Marmaduke (Stimme)

### Fernsehserien
- 2005–2014: Robot Chicken (div. Rollen)
- 2010–2013: Mad (div. Rollen)
- 2010–2014: Star Wars: The Clone Wars (div. Rollen)
- 2014–2016: Die 7Z als Sleepy
- 2015–2018: Star Wars Rebels als Wilhuff Tarkin, AP-5 und Ben Kenobi
- 2016–2018: Lost in Oz als Scarecrow
- 2016–2019: Die Tom und Jerry Show als Rick
- 2018–2020: Star Wars Resistance als Griff Halloran
- seit 2021: Monster bei der Arbeit (Fernsehserie, Sprechrolle) als Needleman und Smitty
- 2021–2024: Star Wars: The Bad Batch als Wilhuff Tarkin und Mas Amedda
- 2025: Andor als Admiral Raddus

### Computerspiele
- 2005: Star Wars: Battlefront II als Obi-Wan Kenobi
- 2007: BioShock als Big Daddy
- 2010: BioShock 2 als Big Daddy
- 2021: Psychonauts 2 als Sasha Nein